# Cheumatopsyche vannotei
Cheumatopsyche vannotei är en nattsländeart som beskrevs av Gordon 1974. Cheumatopsyche vannotei ingår i släktet Cheumatopsyche och familjen ryssjenattsländor. Inga underarter finns listade i Catalogue of Life.